# خاطرات الحمرا
خاطرات الحمرا (به اسپانیایی: Recuerdos de la Alhambra) نام قطعه‌ای برای گیتار کلاسیک است که در سال ۱۸۹۶ توسط گیتاریست و موسیقیدان اسپانیایی فرانسیسکو تارگا در شهر گرانادای اسپانیا برای ساز گیتار ساخته شد.
در این قطعه تکنینک ترمولو که توسط گیتاریست‌های حرفه‌ای انجام می‌شود به کار گرفته شده‌است. به نظر می‌رسد که تارگا این قطعه را بعنوان هدیه‌ای برای قدردانی از یک دوست ساخت.

## اجرای قطعه
در این قطعه ٫چالش اصلی انجام تکنیک ترمولو همراه با نواختن یک ملودی جداگانه است. به صورتی که انگشت شست یک ملودی را روی سیم‌های بم نواخته و انگشت‌های ۱ و ۲ و ۳ با انجام تکنیک ترمولو یک ملودی دیگر را رو روی سیم‌های زیر اجرا کرده تا صدایی پایدار و پیوسته در پس‌زمینه ایجاد شود.
بسیاری از افراد معمولاً هنگام گوش دادن به این قطعه به اشتباه می‌پندارند که قطعه حاصل دونوازی است و یک اجرای تک‌نفره نیست.

## استفاده از قطعه
خاطرات الحمرا تا به حال چندین بار به عنوان موسیقی متن فیلم‌های مختلف از جمله فیلم‌های راه‌های فرعی٫ زمینه‌های کشتار و بازی‌های ممنوع و خاطرات الحمرا استفاده شده‌است.